# David Odogu
David Odogu, né le 3 juin 2006 à Berlin en Allemagne, est un footballeur allemand qui évolue au poste de défenseur central au VfL Wolfsburg.

## Biographie

### En club
Né à Berlin en Allemagne, David Odogu est notamment formé au VfL Wolfsburg, qu'il rejoint en 2020 en provenance de l'Union Berlin. Le 22 décembre 2022 il prolonge son contrat avec le VfL Wolfsburg. Considéré comme un défenseur central moderne, il est alors l'un des grands espoirs du club.
Capitaine de l'équipe des moins de 17 ans du VfL Wolfsburg, il termine vice-champion d'Allemagne avec cette équipe lors de la saison 2022-2023.
Le 6 avril 2025, David Odogu joue son premier match en professionnel, lors d'une rencontre de Bundesliga, la première division allemande, face au 1. FC Union Berlin. Il est directement titularisé lors de ce match perdu par son équipe (1-0 score final),.

### En sélection
David Odogu possède des origines nigériannes mais représente l'Allemagne en sélection.
En mai 2023, il est retenu avec les moins de 17 ans par le sélectionneur Christian Wück (en) afin de participer au Championnat d'Europe.
L'Allemagne atteint la finale de la compétition après sa victoire face à la Pologne le 30 mai 2023 (3-5 score final). Son équipe s'impose en finale face à la France après une séance de tirs au but, le 2 juin 2023.

## Palmarès
Allemagne -17 ans
- Championnat d'Europe -17 ans
  - Vainqueur : 2023
- Coupe du monde des moins de 17 ans
  - Vainqueur en 2023.